# Mehmet Günsür
Mehmet Günsür (* 8. května 1975, Istanbul, Turecko) je turecký model, herec a producent. Jeho nejznámější role jsou Tarik ve filmu Unutursam Fisilda a Sehzade Mustafa v seriálu Velkolepé století.

## Biografie
Mehmet nejdříve pracoval jako barman a později jako model, než se stal hercem. Vystudoval školu Liceo Italiano di Istanbul. Začínal hrát v tureckých, italských a amerických filmech. Nejvíce známý jako herec je díky roli prince Mustafy v seriálu Velkolepé století. 

## Filmografie
- Geçmiş Bahar Mimozaları (1989)
- Hamam (1997)
- Hayal Kurma Oyunları (1999)
- Don Matteo
- Amici di Gesù - Giuda, Gli (2001)
- Amici di Gesù - Tommaso, Gli (2001)
- L Italiano (2002)
- Pilli Bebek (2003)
- Il Papa Buono (2003)
- O Şimdi Asker (2003)
- Kasırga İnsanları (2004), televizní miniseriál
- Beyaz Gelincik (2005–2007), televizní miniseriál
- Istanbul Tales (Anlat İstanbul) (2005)
- Fall Down Dead (2007)
- Ses (2010)
- Aşk Tesadüfleri Sever (2011)
- Velkolepé století (2012-2014)
- Unutursam Fısılda (2014)